# 查理五世 (神圣罗马帝国)
查理五世（德語：Karl V，1500年2月24日—1558年9月21日，即位前通称根特的查理），哈布斯堡王朝君主。其同時身兼神聖羅馬皇帝查理五世（1519年－1556年在位），奧地利大公查理一世（1519年 - 1521年在位）、西班牙国王卡洛斯一世（1516年 - 1556年在位）、西西里国王卡洛斯二世（1516年－1556年在位）、那不勒斯国王卡洛四世（1516年－1556年在位）及尼德蘭君主等王銜。其治下的哈布斯堡王朝國力及幅員皆達巔峰，遍及中歐、東歐、美洲、遠東，奠定西班牙帝國於歐洲的日不落霸權地位。

## 生平

### 領地

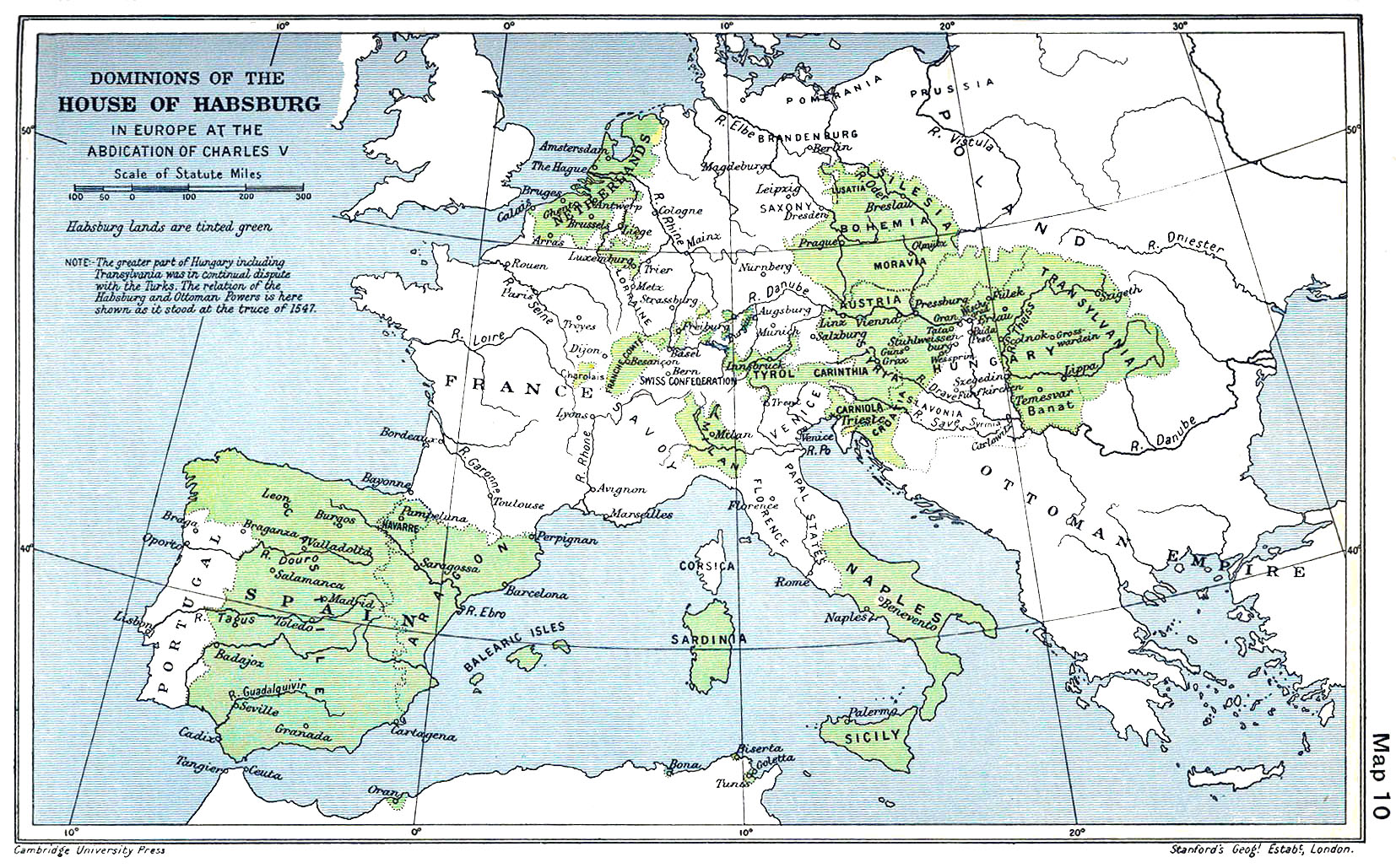
哈布斯堡王朝1547年在欧洲的统治区域

卡洛斯一世是哈布斯堡王朝费利佩一世与卡斯蒂利亚的女王胡安娜（疯女胡安娜）之子，阿拉贡的斐迪南二世与卡斯蒂利亚的伊莎贝拉一世的外孙，神圣罗马帝国皇帝马克西米连一世和勃艮第女公爵玛丽一世的孙子，生于根特，在低地国家被抚养长大。他童年时期的教师是乌得勒支總主教艾德里安樞機（即日后的教宗哈德良六世）。
卡洛斯一世的具体国籍很难定義。从父方来看，他是奥地利哈布斯堡王朝的一员，但他不是纯粹的德意志血统。因為他的母亲是西班牙人，西班牙也是他帝国的核心。但因他的母语是法语，所以他在西班牙却经常被視為是个外来者。法语是他成长的地方“低地国家”（包括今天的比利时，卢森堡，荷兰和法国的北部-加来海峡大区）的贵族们通用的语言，然而法国卻是他终生最大的敌人。
查理于1506年继承了低地国家和弗朗什-孔泰。十年後，他强悍的外祖父斐迪南二世去世，他繼承了一片巨大领地的，这片领地包括他母亲的卡斯蒂利亚的胡安娜一世和斐迪南二世共同统治的阿拉贡、納瓦拉、格拉纳达、那不勒斯、西西里、撒丁，以及整个西属美洲（在他统治时期，西班牙在美洲的殖民地由于征服墨西哥和秘鲁扩大了好几倍）。但事实上胡安娜女王已经被斐迪南二世架空，并以精神失常为由关在托德西利亚斯王宫的圣克拉拉修道院。
1517年，卡洛斯一世在登基之初拜访了被囚禁的母亲胡安娜女王，获其授权成为共治国王，于是成为西班牙、西西里、那不勒斯、纳瓦拉等国的国王。名义上这些国家由胡安娜和卡洛斯母子共治，但胡安娜卻仍被关在修道院里，并不被视为统治者。
卡斯蒂利亚方面认为生于根特的卡洛斯是外来君主，并不接纳。1518年卡斯蒂利亞议会宣布承认卡洛斯为国王，但向其提出了一系列要求，包括如学习西班牙语、尊重胡安娜女王的权利等。另外，刚抵达西班牙的卡洛斯還必須与其他争取自治的城市作战。一些西班牙贵族则对他在卡斯蒂利亚为一些佛兰德人安插官职感到不满。1520年，各路反對者發動公社暴动來營救胡安娜，意图拥立为唯一君主並废黜卡洛斯。胡安娜虽然同情暴动者但不愿儿子下台，拒绝签署支持他们的文件。暴动最終被镇压。为防胡安娜日後再度被反对者利用，卡洛斯将其关在一个没有窗户的房间。由此一个顺从而强大的西班牙成為他日后在欧洲爭霸的基础。他持續拓展西班牙的絕對君主制，並以之建立稱霸歐洲的西班牙帝國。
在祖父马克西米连一世去世后，卡洛斯又得以继承哈布斯堡家族在奥地利的产业。通过得到薩克森选帝侯支持，得到德意志银行世家富格尔家族的资金支持，他在1519年打敗法王弗朗索瓦一世的競爭，当选为神圣罗马帝国皇帝，於1530年2月24日加冕。
1555年，被关在修道院里的胡安娜女王驾崩，卡洛斯一世成为統一的西班牙的唯一君主。

### 法、西爭霸

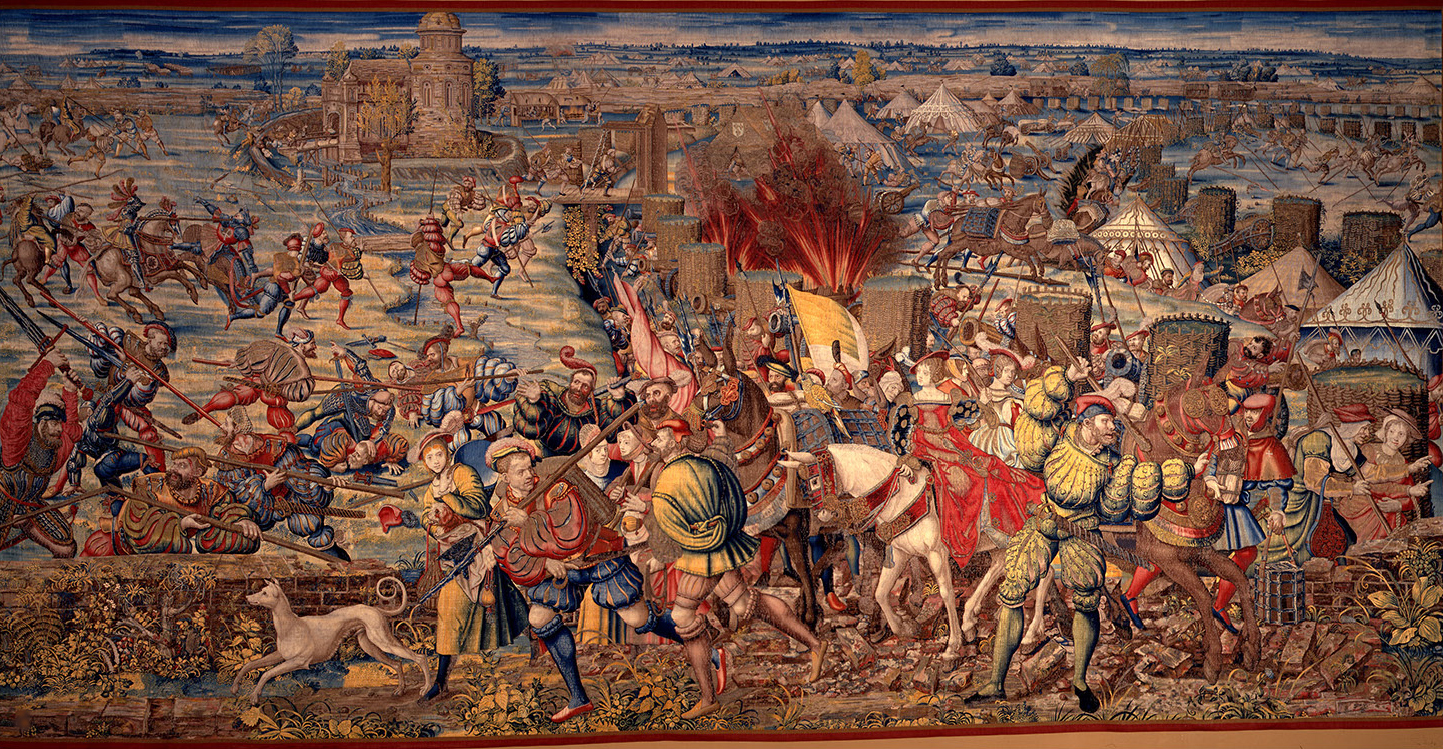
1525年的帕维亚之战，西班牙大敗法國，接替為西歐的第一強權

查理五世在位時，西班牙的王徽

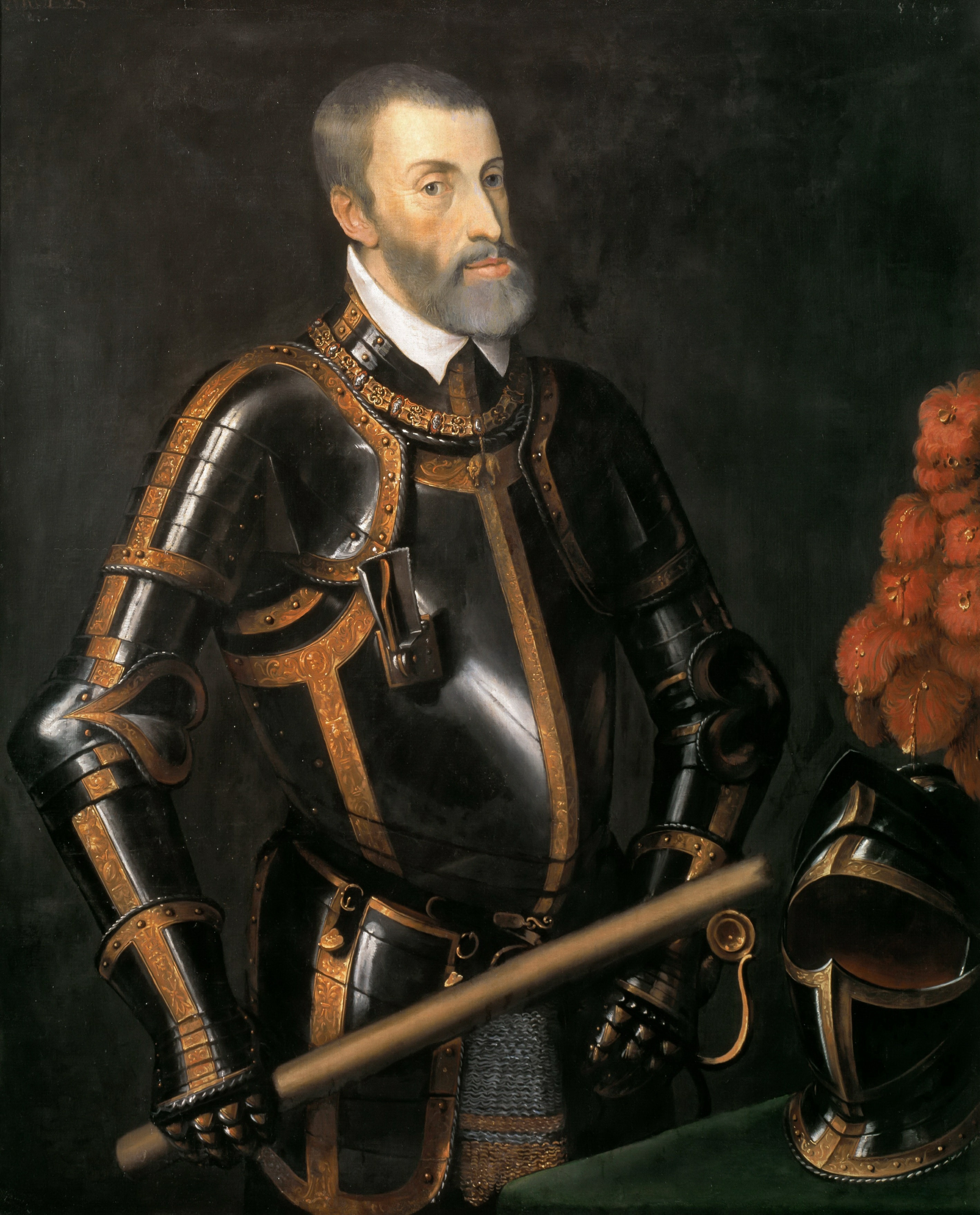
1550年代的查理五世，提香绘制

查理五世把法国和奥斯曼帝国视为在欧洲仅有的需要认真对待的对手。为争夺意大利和有争议的勃艮第领地，他与法国国王弗朗索瓦一世进行多次战争（1521年－1525年，1527年－1528年，1536年－1538年，1542年－1544年）。在1521年親征梅濟耶爾圍城戰失敗後，1525年查理五世在帕维亚之战中俘虏弗朗索瓦一世，迫使他签署1526年马德里条约，在这份文件中法国承诺放弃对意大利北部的要求。然而弗朗索瓦一世被释放之后立刻让巴黎议会宣布马德里条约非法，因为它是强迫签署的。之後查理五世為打擊法國，幾次和英王亨利八世結成同盟，讓英軍從西面騷擾法國。他甚至在1554年安排兒子腓力二世與英國瑪麗女王結婚，促使英西聯軍合攻法國，卻導致英國失去歐陸最後的據點加来（被法軍的優秀統帥刀疤的吉斯攻取）。
1526年弗朗索瓦一世与教宗克勉七世缔结科涅克同盟，聯手發動反查理的科涅克同盟戰爭，當弗朗索瓦一世撕毀與查理五世的馬德里條約時，教宗以上帝的名義認可條約無效，給予弗朗索瓦一世神聖的加持。作为报复，查理五世1527年再度派軍侵入意大利，包圍羅馬。因為主帥夏爾三世·德·波旁意外死亡，西班牙军队在暴亂中焚掠罗马并掠走教宗，是為羅馬之劫。此後一百年內，教宗常常受到西班牙國王的壓力和巨大影響（西班牙正式在義大利稱霸），使其无法批准英格兰国王亨利八世离弃查理的姨母阿拉貢的凱瑟琳，逼使亨利八世在1533年發動宗教改革。
1529年法國在蘭德里亞諾戰役被西班牙再次擊敗，正式放棄米蘭予西班牙；教宗更與查理簽署巴塞隆那和約，結束科涅克同盟戰爭並建立更和諧關係。西班牙正式成為天主教的保護者，而查理被教宗加冕為意大利國王（倫巴第）。

### 土法聯盟的威脅

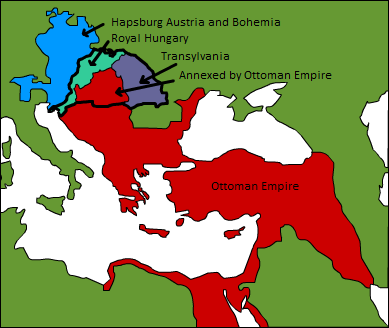
1526年後匈牙利領土的瓜分
皇家匈牙利
特兰西瓦尼亚
奥斯曼帝国
哈布斯堡奧地利

奥斯曼帝国是另一个甚至更令人畏惧的敌人。土耳其的军事机器极为强大，其海军控制着地中海。从1526年开始，查理五世与苏丹苏莱曼一世（立法者）进行激烈的争斗，爭奪的目標是1526年國王戰死後的匈牙利王国，造成匈牙利的三分。為了對抗奥斯曼帝国，查理五世在1529年维也纳之围以後，嘗試建立哈布斯堡-波斯同盟，獲得一定的成效。1535年查理五世在突尼西亞取得了一次关键的胜利，然而1536年弗朗索瓦一世与苏莱曼一世结成反查理五世的同盟，並占領薩伏依公國。尽管弗朗索瓦一世于1538年被说服签署一项和约，他并没有放弃和土耳其人结盟的想法，也沒有歸還薩伏依（法國一直到1559年才歸還薩伏依公國）。
1542年弗朗索瓦一世再次与奥斯曼帝国联合。查理五世则与亨利八世联盟（1543年），并且迫使弗朗索瓦一世在隔年（1544年）签署了克雷皮昂莱奥诺瓦和约。查理后来与奥斯曼帝国达成妥协（1547年），双方都想从庞大的战争开支中脱身，但是勢弱的查理必須每年向蘇丹繳納三萬杜卡特金幣，以換取和平（條約並規定查理只能在苏莱曼一世面前自稱西班牙國王，不能使用有「凱撒」意涵的皇帝，以表示苏莱曼才是至高無上的凱撒）。
但是，西班牙仍然未得和平。1547年，對查理深懷怨恨的法王亨利二世登位，不久就再與西班牙發生衝突，法軍占領了西北方的三個主教區。為了奪回梅茲主教區，1552年查理親率六萬大軍圍攻梅茲，但他卻被守城主將刀疤的吉斯羞辱，補給困難與疲病交加，迫使查理於1553年1月慚憤撤軍，死傷兵數將近四萬人。這一次戰役的失利，對晚年不堪病痛的查理更是雪上加霜，促成他在兩年後的退位。

### 歐洲宗教戰爭
查理五世为天主教會奉献了全部忠诚乃至狂热。他是反宗教改革运动的激烈支持者，并企图建立一个“世界天主教帝国”。1521年，查理五世以皇帝身份传唤马丁·路德参加沃尔姆斯宗教会议（许诺保证路德的人身安全）。他在这次会议上宣布路德及其追随者为非法（1521年沃尔姆斯敕令）。
1524年有鉴于德意志農民戰爭而新教诸侯组成了施馬爾卡爾登聯盟，查理五世决定把德意志地區事务交给弟弟斐迪南（即日后的斐迪南一世）全权办理。
1545年特倫托會議的召开宣告了欧洲天主教势力反对宗教改革的浪潮的开始。查理五世决心惩罚德意志的新教王公。1546年查理五世与施馬爾卡爾登聯盟开战。在施马尔卡尔登战争的第一阶段（1546年－1548年）他打败了萨克森选侯约翰·腓特烈，并将投降的黑森伯爵（慷慨的）腓力一世监禁起来（1547年－1552年）。然而，他先胜后败。新的战事于1552年爆发后，查理五世遭到一系列失利，遂与诸侯签订1555年奥格斯堡宗教和约。

### 美洲拓殖

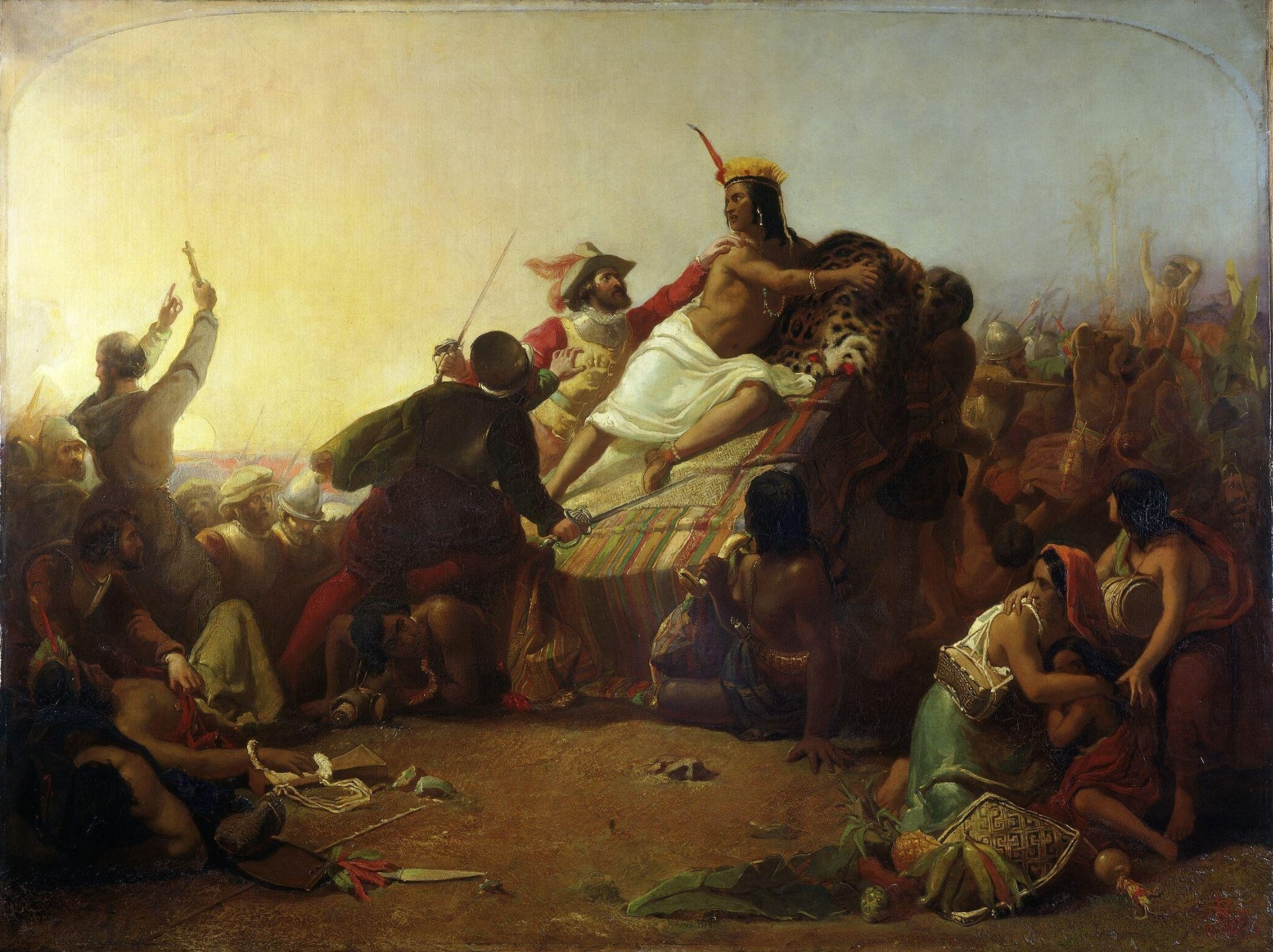
西班牙人擒獲印加皇帝阿塔瓦爾帕，約翰·艾佛雷特·米萊繪，1845年

1523年，查理五世授权聖多明哥法官艾利翁探查今日美国卡罗来纳州一带的陆地。后者在当地建立了欧洲人在美洲的第一个殖民点。1550年查理五世在巴利亚多利德召开会议，讨论对美洲印第安人残忍地使用武力是否有违道义。
在商業方面，卡斯蒂利亞帝國的早期表現不好。其殖民擴張，的確刺激西班牙的貿易和工業，並且讓一些大城市發展，但到了1546年，當時墨西哥薩卡特卡斯和上秘魯（今玻利維亞）波托西的大銀礦開業，卡斯蒂利亞及其王室因此從航運得到大量白銀，以之為不斷增加的主要收入。
在新大陸開拓殖民地的西班牙征服者當中，最成功的西班牙殖民者領袖，可能是埃爾南·科爾特斯。他帶領一支小軍隊，並同時有大約二十萬名美洲原住民的支持，於1519至21年間征服強大的阿兹特克帝国，將墨西哥納入西班牙帝國版圖，作為建立新西班牙的基礎。此外，1530年代法蘭西斯克·皮澤洛征服印加帝國，後來更成為秘魯總督，可說是同等重要。征服墨西哥後，黃金城市的傳言（北美洲的基維拉和西沃拉；南美洲的黃金國）引起更多遠征活動，不過很多都空手而回；即使找到城市的人，都發覺所得的比預期少得多。
西班牙在新大陸上的擴張，讓弗朗西斯科·德·烏加爾德修士（Fray Francisco de Ugalde）對查理五世說出了舉世聞名的豪語：「太陽永不落下的帝國。（El imperio donde nunca se pone el sol／el imperio en el que nunca se pone el sol）」

### 晚年
1555年在击溃新教諸侯的最后努力失败后，查理五世开始淡出朝政。查理五世認為過去他的領土太過廣大且分散，再加上歐洲其他國家對於均勢的追求，以至於各方勢力皆反對哈布斯堡家族的統治。他因此決定將國土分由弟弟斐迪南與兒子腓力繼承。
他把西班牙和低地国家傳给了儿子腓力二世；把奥地利大公與德意志地區傳给了弟弟斐迪南一世（1555年10月25日禪讓尼德兰王國王位给腓力；1556年1月16日禪讓西班牙王國王位给腓力；1556年9月12日禪讓神聖羅馬皇帝帝位给斐迪南）。
腓力二世繼位後，繼續進行西班牙與法國的戰爭，先後在皮卡第的聖康坦戰役和格拉沃利訥戰役擊敗法軍，俘虜了法國大元帥蒙莫朗西。查理欣喜於兒子的勝利，寫信對腓力二世說：「幹得好，我兒，接下來你可以向巴黎進軍了！」但腓力卻回答說：「可是，我需要更多的錢。」於是在1559年，資源耗盡的兩國簽署《卡托-康布雷齊和約》（不久先後宣布破產，抵賴國債），永久確認西班牙在意大利的主權，並徹底結束了從1494年開始的意大利战争。
查理五世的晚年是在西班牙埃斯特雷马杜拉的尤斯特修道院度过。他可能患上了神经系统疾病。1558年，查理五世去世。在他生命的最后20年，他一直飽受痛风的折磨。

## 家庭
- 葡萄牙的伊莎貝拉（1503-1539）：1526年結婚，葡萄牙國王曼紐一世之女
  - 費利佩二世（1527-1598）：西班牙國王
    - 卡洛斯（1545-1568）：阿斯圖里亞斯親王
    - 伊莎貝爾·克拉拉·歐亨妮亞（1566-1633）：布拉班特公爵夫人
    - 卡特琳娜·米蓋拉（1567-1597）：薩伏依公爵夫人
    - 費爾南多（英语：Ferdinand, Prince of Asturias）（1571-1578）
    - 卡洛斯·羅倫佐（1573-1575）
    - 迪亞哥（英语：Diego, Prince of Asturias）（1575-1582）
    - 費利佩三世（1578-1621）：西班牙暨葡萄牙國王
    - 玛丽亚（1580-1583）

  - 玛丽亚（1528-1603）：神聖羅馬皇帝马克西米利安二世皇后
  - 費爾南多（1529-1530）
  - 喬安娜（1535-1573）：葡萄牙親王（英语：Prince of Portugal）若昂·曼紐夫人
  - 胡安（1537-1538）

### 私生子女
- 瑪格麗特（1522-1586）：帕爾馬公爵奧塔維奧·法爾內塞夫人
- 胡安（1547-1578）

## 軼聞
查理五世通曉多種語言，據傳他曾說：「我對上帝講西班牙語、對女人講義大利語、對男人講法語，對戰馬講德語。」

### 引用
1. ↑  Setton, Kenneth Meyer. . American Philosophical Society. 1984  [2020-06-16]. ISBN 978-0-87169-162-0. （原始内容存档于2021-03-12） （英语）.
2. ↑  Robinson, Hastings. . University Press. 1846  [2020-06-16]. （原始内容存档于2021-04-01） （英语）.
3. ↑  Edmundson, George. . BiblioBazaar. 2008-08  [2020-06-16]. ISBN 978-0-554-27112-5. （原始内容存档于2021-04-01） （英语）.
4. ↑  Cornelius August Wilkens. . . William Heinemann. 1897: 66  [24 July 2015].
5. ↑  Burke, "Languages and communities in early modern Europe" p. 28; Holzberger, "The letters of George Santayana" p. 299

### 延伸阅读
- Atkins, Sinclair. "Charles V and the Turks," History Today (Dec 1980) 30#12 pp 13–18
- Blockmans, W. P., and Nicolette Mout. The World of Emperor Charles V (2005)
- Brandi, Karl.  The emperor Charles V: The growth and destiny of a man and of a world-empire (1939)
- Espinosa, Aurelio. . Journal of Early Modern History. 2005, 9 (3): 239–283  [2021-11-18]. ISSN 1385-3783. doi:10.1163/157006505775008446. （原始内容存档于2021-11-18）.
- Espinosa, Aurelio. . The Sixteenth Century Journal. 2006, 37 (1): 3–24  [2019-11-26]. ISSN 0361-0160. doi:10.2307/20477694. （原始内容存档于2021-04-01）.
- Espinosa, Aurelio. The Empire of the Cities: Emperor Charles V, the Comunero Revolt, and the Transformation of the Spanish System (2008)
- Ferer, Mary Tiffany. Music and Ceremony at the Court of Charles V: The Capilla Flamenca and the Art of Political Promotion. Woodbridge: Boydell & Brewer, 2012. ISBN 9781843836995
- Froude, James Anthony. . Kessinger Publishing, reprint 2005. 1891  [2016-02-23]. ISBN 1417971096.[]
- Heath, Richard. Charles V: Duty and Dynasty. The Emperor and his Changing World 1500-1558. (2018) ISBN 9781725852785
- Holmes, David L. . Continuum International Publishing Group. 1993  [2016-02-23]. ISBN 1563380609. （原始内容存档于2021-04-01）.
- Howell, Robert B., , Barbour, Stephen; Carmichael, Cathie  (编), , Oxford: Oxford University Press: 130–50, 2000, ISBN 0-19-823671-9
- Kleinschmidt, Harald. Charles V: The World Emperor ISBN 9780750924047
- Saint-Saëns, Alain, ed. Young Charles V. University Press of the South: New Orleans, 2000

## 头衔
查理（卡洛斯、卡瑞尔、卡尔、卡洛、夏尔），蒙上帝鴻福，神圣罗马帝国皇帝、永远的奥古斯都、罗马人民的国王、意大利国王、全西班牙人（卡斯蒂利亚、阿拉贡、莱昂、纳瓦拉、格拉纳达、托莱多、巴伦西亚、加利西亚、马略卡、塞维利亚、科尔多瓦、穆尔西亚、哈恩、阿尔加维、阿尔赫西拉斯、直布罗陀、加那利群岛）国王、西西里国王、那不勒斯国王、萨丁尼亚与科西嘉国王、耶路撒冷国王、东印度与西印度群岛国王、奥地利大公、勃艮第公爵、布拉班特公爵、洛林公爵、施蒂里亚公爵、克恩顿公爵、卡尼奥拉公爵、林堡公爵、卢森堡公爵、海尔德兰公爵、符騰堡公爵、阿尔萨斯领地伯爵、士瓦本亲王、阿斯图里亚斯亲王、加泰罗尼亚亲王、那慕尔藩侯、神圣罗马帝国侯爵、布尔高侯爵、奥里斯塔诺侯爵、佛兰德伯爵、哈布斯堡伯爵、蒂罗尔伯爵、戈里齐亚伯爵、巴塞罗那伯爵、夏洛莱伯爵、阿图瓦伯爵、勃艮第-普法尔茨伯爵、埃诺伯爵、荷兰伯爵、泽兰伯爵、费雷特伯爵、基堡伯爵、聚特芬伯爵、鲁西永伯爵、波代诺内领主、比斯开领主、的黎波里领主、梅赫伦领主。
| 查理五世 (神圣罗马帝国) 哈布斯堡王朝出生于：1500年2月24日逝世於：1558年9月21日 | 查理五世 (神圣罗马帝国) 哈布斯堡王朝出生于：1500年2月24日逝世於：1558年9月21日                                                 | 查理五世 (神圣罗马帝国) 哈布斯堡王朝出生于：1500年2月24日逝世於：1558年9月21日 |
| 統治者頭銜                                                                     | 統治者頭銜 | 統治者頭銜                                                                     |
| ------------------------------------------------------------------------------ | --- | ------------------------------------------------------------------------------ |
| 前任： 马克西米连一世                                                          | 罗马人民的国王 神聖羅馬皇帝 1519年—1556年（1530年加冕）                                                                        | 繼任： 斐迪南一世                                                              |
| 前任： 马克西米连一世                                                          | 奥地利大公 施蒂里亞公爵 卡林西亞公爵 克拉尼斯卡公爵 蒂羅爾伯爵 1519年—1521年                                                   | 繼任： 斐迪南一世                                                              |
| 前任： 斐迪南二世                                                              | 阿拉贡国王 巴塞罗那伯爵 巴伦西亚国王 馬略卡國王 魯西永伯爵 那不勒斯国王 西西里国王 撒丁尼亚国王 1516年—1556年                  | 繼任： 腓力二世                                                                |
| 前任： 卡斯蒂利亚的胡安娜                                                      | 卡斯蒂利亚国王 莱昂国王 纳瓦拉国王 1516年—1556年                                                                               | 繼任： 腓力二世                                                                |
| 前任： 美男子腓力                                                              | 布拉班特公爵 林堡公爵 盧森堡公爵 阿圖瓦伯爵 佛兰德伯爵 埃諾伯爵 荷蘭伯爵 泽兰伯爵 勃艮第-普法爾茨伯爵 那慕爾藩侯 1506年—1555年 | 繼任： 腓力二世                                                                |